# وترتاون (داکوتای جنوبی)
وترتاون(به انگلیسی: Watertown) شهری در ایالت داکوتای جنوبی کشور ایالات متحده آمریکا است که جمعیت آن در سرشماری سال ۲۰۱۰ میلادی، ۲۱٬۴۸۲ نفر بوده‌است.